# الدبورة (قصص مصورة)
الدبورة (بالإنجليزية: Wasp)‏ هي بطلة خارقة تظهر في القصص المصورة التي تقوم بنشرها مارفل كومكس. ابتكرها كل من ستان لي وجاك كيربي وظهرت للمرة الأولى في سنة 1963. لديها القدرة على التقلص إلى ارتفاع بعدة سنتيمترات، والنمو إلى حجم عملاق، والطيران عن طريق الأجنحة. وهي من الأعضاء المؤسسين لفريق المنتقمون وكانت قائدة للفريق لفترة طويلة. في سنة 2011 وضعها موقع آي جي إن في المركز 99 ضمن قائمة أفضل أبطال القصص المصورة.